# Boos (Schwaben)
Boos település Németországban, azon belül Bajorországban. Lakosainak száma 2305 fő (2023. december 31.).

## Népesség
A település népessége az elmúlt években az alábbi módon változott:

| Lakosok száma | 605  | 1216 | 1736 | 1692 | 1924 | 1945 | 1975 | 1994 | 2135 | 2305 |
|               | 1875 | 1950 | 1975 | 1987 | 2012 | 2014 | 2016 | 2017 | 2021 | 2023 |